# زیبک
زیبک (انگلیسی: Xebec) از شرکت‌های تابعه آی‌جی پورت است. تخصص زیبک تولید انیمه‌های تلویزیونی است. زیبک با بسیاری از سریال‌های محبوب ازجمله لاو هینا کار کرده‌است.